# Mythimna seifersi
Mythimna seifersi är en fjärilsart som beskrevs av Rudolf Rangnow 1930. Mythimna seifersi ingår i släktet Mythimna och familjen nattflyn. Inga underarter finns listade i Catalogue of Life.